# Sahara-Verdienstorden (Frankreich)

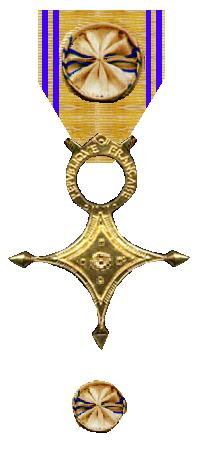
Offizierskreuz des Sahara-Verdienstordens mit Knopflochrosette

Der Sahara-Verdienstorden (fr. Ordre du Mérite saharien) ist ein ehemaliger französischer Verdienstorden, der 1958 geschaffen und vier Jahre lang, bis zur Stiftung des Nationalverdienstordens (fr. Ordre national du Mérite) 1963, verliehen wurde.   

## Geschichte
Der Sahara-Verdienstorden wurde am 4. Juni 1958 durch Verordnung des Präsidenten des Ministerrates der französischen Republik gestiftet und konnte an Personen verliehen werden, die sich durch ihren Beitrag zur sozialen und menschlichen Förderung, zur wissenschaftlichen Erforschung, der Urbanisierung, der wirtschaftlichen Erforschung und der Verwaltung der zu Frankreich gehörigen Sahara-Gebiete, als auch zum Ansehen der Leistungen Frankreichs in diesen Regionen ausgezeichnet haben. Die Verleihung des Sahara-Verdienstorden wurde im Dezember 1963 im Zuge der Reorganisation des französischen Ordenswesens und der Stiftung des Nationalverdienstordens eingestellt.

## Klassen
Der Orden besteht aus drei Klassen und die Anzahl der jährlichen Verleihungen in den einzelnen Klassen war reglementiert:
- Kommandeur (4)
- Offizier (30)
- Ritter (110)

Ab 31. Dezember 1961 wurde die Zahl der Ritter auf 140 erhöht. Ausländer, denen der Orden auch verliehen werden konnte, fielen generell nicht unter die Begrenzung.

## Ordensdekoration
Das Ordenszeichen hat die Form eines auf der Spitze stehenden Quadrats mit bogenförmig eingezogenen Seiten, dessen drei untere Spitzen mit kegelförmigen Enden besetzt sind. Die obere Spitze ist verkürzt und geht in einen flachen Ring über. Auf diesem Ring die umlaufende Inschrift REPUBLIQUE FRANÇAISE. Im Quadrat, das mit einem Linienornament verziert ist, mittig eine Rosette sowie in den Winkeln jeweils ein plastische Darstellung einer Perle. Rückseitig die zweizeilige Inschrift MERITE SAHARIEN.

## Trageweise
Getragen wird das Komturkreuz um den Hals, Offizier- und Ritterkreuz am Band auf der linken Brustseite. Auf dem Offiziersband ist zudem eine Rosette angebracht.
Das Ordensband ist sandgelb mit blauen Seitenstreifen.

## Sonstiges
Verleihungen des Ordens wurden grundsätzlich am 1. Januar und am 14. Juli (Nationalfeiertag) vorgenommen. In Ausnahmefällen wurde davon aber abgewichen.
Um mit einer höheren Stufe beliehen zu werden, mussten Fristen eingehalten werden. Eine Verleihung des Offizierkreuzes war frühestens nach fünf Jahren im Rittergrad, der des Komturkreuzes erst nach drei Jahren im Offiziersgrad möglich.